# Hamilton Soares de Sá
Hamilton Soares de Sá (* 31. Mai 1991 in Manaus), auch einfach nur Hamilton genannt, ist ein brasilianischer Fußballspieler.

## Karriere
Hamilton erlernte das Fußballspielen in der Jugendmannschaft vom Nacional Fast Clube im brasilianischen Manaus. Von mindestens 2017 bis September 2019 stand er beim Manaus FC unter Vertrag. Von Manaus wurde er an die brasilianischen Vereine Princesa do Solimões EC, EC Iranduba da Amazônia und AE Jataiense ausgeliehen. Am 6. September 2019 wechselte er bis zum 11. November 2019 zum Brusque FC nach Brusque. Anschließend kehrte er zum Manaus FC zurück. Hier stand er bis Anfang Februar 2021 unter Vertrag. Am 2. Februar 2021 zog es ihn nach Kuwait. Hier unterschrieb er in Kuwait (Stadt) einen Vertrag beim Kazma SC. Der Verein spielte in der ersten Liga des Landes, der Kuwaiti Premier League. Im Mai 2021 wechselte er nach Thailand, wo er einen Vertrag beim Erstligaaufsteiger Nongbua Pitchaya FC unterschrieb. Der Verein aus Nong Bua Lamphu spielte in der ersten thailändischen Liga, der Thai League. Für den Neuling aus Nong Bua Lamphu absolvierte er in der ersten Saison 28 Erstligaspiele. Dabei schoss er 19 Tore und wurde Torschützenkönig der Liga. Am Ende der Saison verließ er Nong Bua. Im Juni 2022 schloss er sich dem Ligakonkurrenten Port FC an. Im Juli 2021 wurde er in die Elf der Saison 2021/22 gewählt. Nach 40 Ligaspielen, in denen er 25 Tore erzielte, wurde sein Vertrag im Sommer 2024 nicht verlängert.

## Auszeichnungen
Thai League
- Torschützenkönig: 2021/22
- Best XI: 2021/22